# Liberty (Missouri)
Liberty è una città degli Stati Uniti d'America, capoluogo della Contea di Clay nello Stato del Missouri.
È un sobborgo della cintura urbana di Kansas City. Al censimento del 2000 possedeva una popolazione di 26 232 abitanti.